# Jānis Jaunsudrabiņš
Jānis Jaunsudrabiņš (né le 25 aout 1877 dans la région de la Sélonie en Lettonie sous Empire russe – mort le 28 aout 1962 à Körbecke en Allemagne) est un poète et écrivain letton. Il était également illustrateur de livres, l'un des premiers critiques d'art et critiques littéraire lettons. Sa trilogie Aija (1911-1925) et Baltā grāmata (1914-1921) font partie du Canon culturel letton.

## Biographie
Jānis Jaunsudrabiņš est né dans la famille des serviteurs dans la maison "Krodziņi", à Neretas pagasts dans la région de la Sélonie non loin de la frontière lituanienne. Son père décède en 1880 quand le garçon n'a que trois ans. La famille déménage dans la maison "Riekstiņi" que Jaunsudrabiņš évoquera dans ses œuvres plus tard et qui deviendra son musée. Jānis a été scolarisé à l'école de Nereta, puis à l'école de Panemunė en Lituanie, où les cours étaient donnés en russe. À partir de 1893, il travaille comme instituteur auxiliaire à l'école de Nereta où il prend également les cours d'allemand. De 1895 à 1897, il suit les études à l'école agricole de Vecsāti. De 1899 à 1904, il étudie à l'école des beaux arts de V.Blūms à Riga et parallèlement prend des cours de peinture dans le studio de Janis Rozentāls. Le 2 septembre 1901, il épouse Lizete Sproģe, la cérémonie religieuse est célébrée à l'église de Nereta, un an plus tard nait leur fille Lilija.
En 1905, Jaunsudrabiņš part à Munich pour trois mois afin de perfectionner sa technique de peinture. Il organise l'exposition de ses tableaux dans son appartement à Riga de 1906 à 1907. À cette époque il traduit des œuvres de Knut Hamsun, Décaméron de Boccace et écrit également une nouvelle Fleurs de vent ("Vēja ziedi") et assiste à la première présentation de sa pièce "Traģēdija". De 1908 à 1909 il vit avec sa famille à Berlin. De 1910 à 1913 il occupe un appartement de Burtnieku nams à Mīlgrāvis à Riga. Il commence à travailler sur le Livre blanc ("Baltā grāmata") et le roman Aija. De 1913 à 1915 il reste dans sa maison à Pļaviņas, il finit le deuxième volume de roman Aija et les recueils La vie ("Dzīve") et Porte du ciel ("Debess vārti").
Pendant la Première Guerre mondiale Jaunsudrabiņš s'exile dans le Caucase où il rencontre Ernests Birznieks-Upītis, Pāvils Rozītis et d'autres compatriotes. De cette période datent les nouvelles L'été ("Vasara"), Caucase ("Kaukāzs"), Anneau ("Gredzens"), le recueil Lettres de Caucase ("Kaukāza vēstules") et le roman Danse de la mort ("Nāves deja").
L'année 1921 est marquée par le décès de son épouse Lizete Sproģe. 
En 1924, avec la bourse du Fonds culturel, il voyage à Paris, Luxembourg et à Capri. La même année, il épouse Elizebete Ābele. 
En 1935, Jaunsudrabiņš divorce et parcourt la Lettonie. Tour à tour, il habite à Sabile, Ilūkste, à Mežaparks. Il se marie en 1937 avec Frīda Balode, de 18 ans sa cadette, et construit la maison près de Ropaži. Frīda meurt le 28 décembre 1939.
Le 2 décembre 1941 à Ropažu pagasts, l'écrivain épouse sa dernière compagne, Natālija Valdmane.
En 1942, il écrit le Livre vert ("Zaļā grāmata") et le roman Argent ("Nauda"). L'année suivante, sa mère âgée de 93 ans décède. Jaunsudrabiņš se consacre à la traduction des œuvres de Hamsun, Guy de Maupassant, Charles De Coster.
À la fin de la Seconde Guerre mondiale, lorsque l'occupation des pays baltes par l'URSS devient imminente l'écrivain quitte le pays. Il s'exile en Allemagne (1944-1947) où il habite d'abord à Bielefeld, puis, à Körbecke près de Möhnesee. Il rédige ses livres de souvenirs Rappelle-toi la Lettonie ("Piemini Latviju!"), Capri ("Kapri"), Sans Patrie ("Bez Dzimtenes"). En 1950, est publié son Livre vert, en 1952, en Suède parait son autobiographie Ma vie ("Mana dzīve"). Il fait encore d'autres projets, mais ils resteront inachevés. L'écrivain meurt le 28 aout 1962. Il est enterré à Körbecke. Son musée est inauguré en 1967, à la maison Riekstiņi à Neretas pagasts. Le 13 septembre 1997, sa dépouille est rapatriée et inhumée à Ķišķu kapi dans sa région natale. Le rapatriement a été organisé et financé à titre personnel par l'adjoint au procureur général de la Lettonie Oļģerts Šabanskis.